# Proyecto Hidroenergético de Pampas Verdes
El Proyecto Hidroenergético de Pampas Verdes se trata del primer megaproyecto regional del Perú que permitirá irrigar 200.000 hectáreas de terrenos deserticos en las provincias peruanas de Nazca (Departamento de Ica) y Caravelí (Departamento de Arequipa), además de generar más de 2,500 megavatios de energía eléctrica para Ayacucho y todo el  Perú.
Mediante proyecto de ley 7339-2015 aprobado por el Congreso de la República del Perú, se propone declarar de interés nacional y necesidad pública el Proyecto de irrigación de Pampas Verdes. El área de influencia comprende la provincia iqueña de Nazca (distritos de Nazca, Marcona y Vista Alegre) y la provincia arequipeña de Caravelí (distritos de Acarí, Bella Unión y Lomas).
El megaproyecto consiste en lograr el represamiento de los ríos Caracha y Urabamba afluentes del río Pampas, en la provincia de Huanca Sancos (Ayacucho), mediante la creación de dos embalses los cuales serían unidos por dos túneles de 46 kilómetros permitiendo el trasvase de 60 metros cúbicos por segundo de la vertiente del Atlántico hacia la cuenca del Pacífico.
Según el estudio de prefactibilidad, el Megaproyecto de Pampas Verdes generaría más de 8.000 puestos de trabajo directo y daría ocupación a más de 500.000 personas en la actividad agrícola. Dicho proyecto propiciaría el desarrollo de la agroindustria y la agroexportación de la zona, siendo las tierras propicias para los cultivos de páprika, espárrago, uva de mesa, cebolla blanca, algodón entre otros cultivos. Además se utilizaría como lugar de embarque y exportación el puerto de San Juan de Marcona (futuro megapuerto del Perú).
Asimismo, se pondría fin a la escasez de agua potable en las ciudades de Nazca y Marcona (Ica) y las localidades de Acarí, Bella Unión y Lomas, también se ampliaría la cobertura energética a todo el Perú, especialmente al departamento de Ayacucho.
Sin embargo, representantes y autoridades del departamento de Ayacucho y de la provincia de Huanca Sancos, manifestaron su descontento con el megaproyecto, porque les perjudicaría enormemente sus tierras cultivo y pastoreo, ya que abarcaría extensas áreas de terreno. 
El proyecto fue elaborado por Electropampas, empresa de capitales suizos y finlandeses. se estima para la ejecución de la obra se requiere más de 6000millones de dólares en inversión. El proyecto crearía aproximadamente 500.000 nuevos empleos, siendo 15.000 directos en la etapa de construcción. Se estima que el proyecto aporte al Perú, unos 2.000.000.000 de dólares extras anuales a su economía además de potenciar grandemente la zona en que se efectuará.
Hasta el año 2012, no se han hecho públicos los estudios de impacto socio ambiental. Esta ausencia de transparencia (sin los EIA del proyecto) supone que esta zona contiene un enorme potencial de conflictos sociales que se sumarían a los ya existentes en el Perú. Las ancestrales comunidades campesinas en Huanca Sancos (Caparo, Manchiri, Porta Cruz, San Jerónimo de Taulli, Huanca Sancos, Lucanamarca y San José Huarcaya) están preocupadas por los efectos negativos que sobre sus derechos y futuro pudiera significar la ejecución de este proyecto.
Todo lo precedente , con respecto a la preocupación de las comunidades que serían afectadas negativamente , es falso.
Las tierras serían compradas a las comunidades, además del beneficio del canon eléctrico , y de proyectos colaterales como piscicultura, forestales , ganadería de ovinos y camelidos ( vicuñas sobretodo) , pero como siempre, el interés político se antepone a la verdadera necesidad del pueblo.
El proyecto , proveerá de todo esto y mucho más a las comunidades directamente involucradas así como a muchos otros peruanos que necesitan de una verdadera y franca optimización de sus necesidades y no demagogia barata.